# Bernardo Ximénez de Cascante
Bernardo Ximénez de Cascante y Martín (Cascante, 20 de novembre de 1669 - 13 de desembre de 1730) fou un religiós espanyol, bisbe de Barcelona entre 1725 i 1730.
Col·legial de la Universitat d'Alcalá de Henares, i catedràtic de la mateixa Universitat, a més de canonge de Calahorra, i abat de Santander, fou el bisbe de Barcelona entre els anys 1725 i 1730. Fou cavaller de l'Orde de Sant Joan de Jerusalem. Hi ha referències d'una visita pastoral que féu a la parròquia de Mataró el mes de juny de 1726. I també que l'any 1730, sent encara bisbe de Barcelona, feu un donatiu per col·laborar a la reconstrucció de la torre de l'església parroquial de Santa María de la seva població natal, que es trobava força deteriorada.